# Casona de Fuentes-Pila

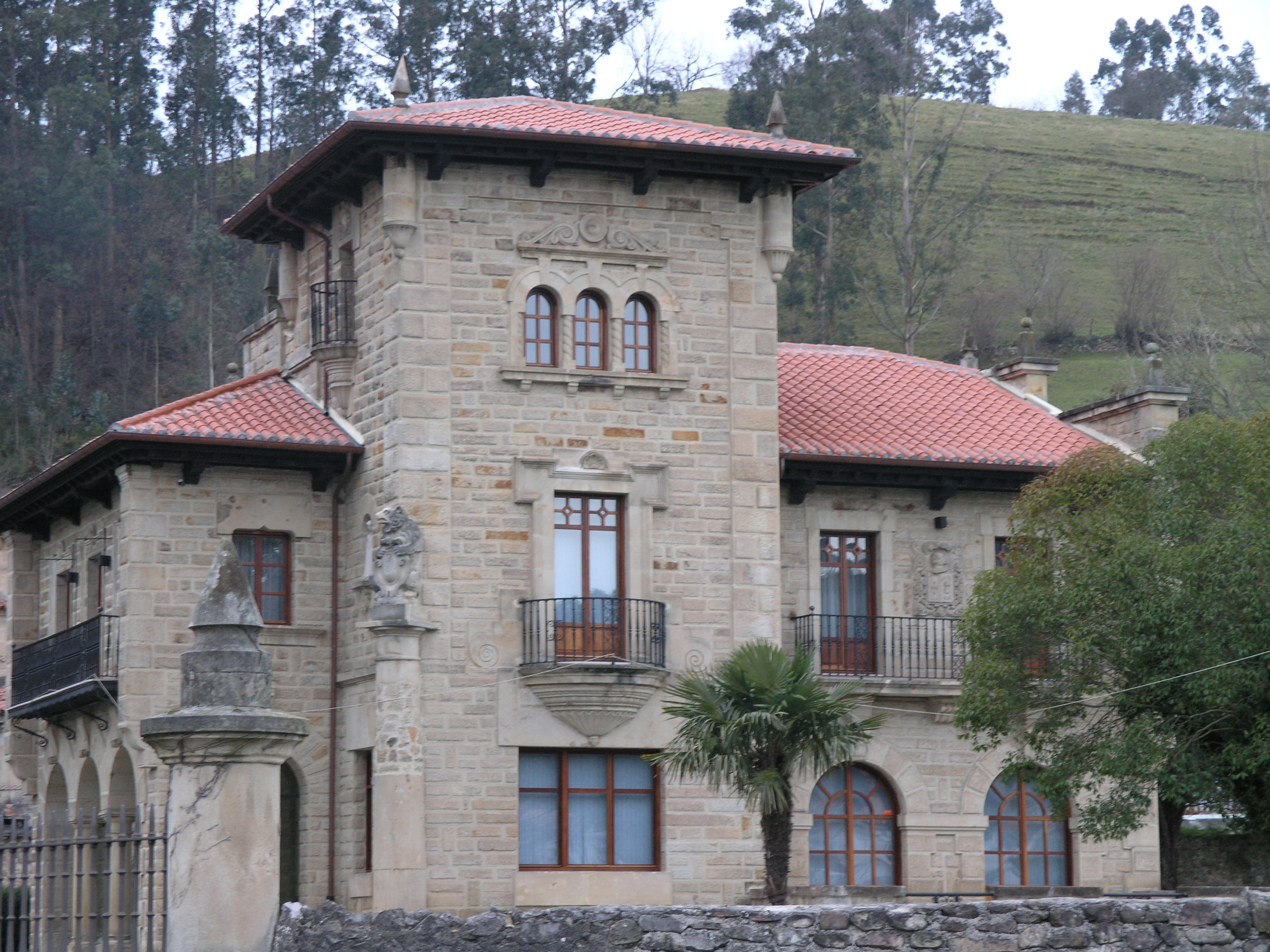
Casona de Fuentes Pila.

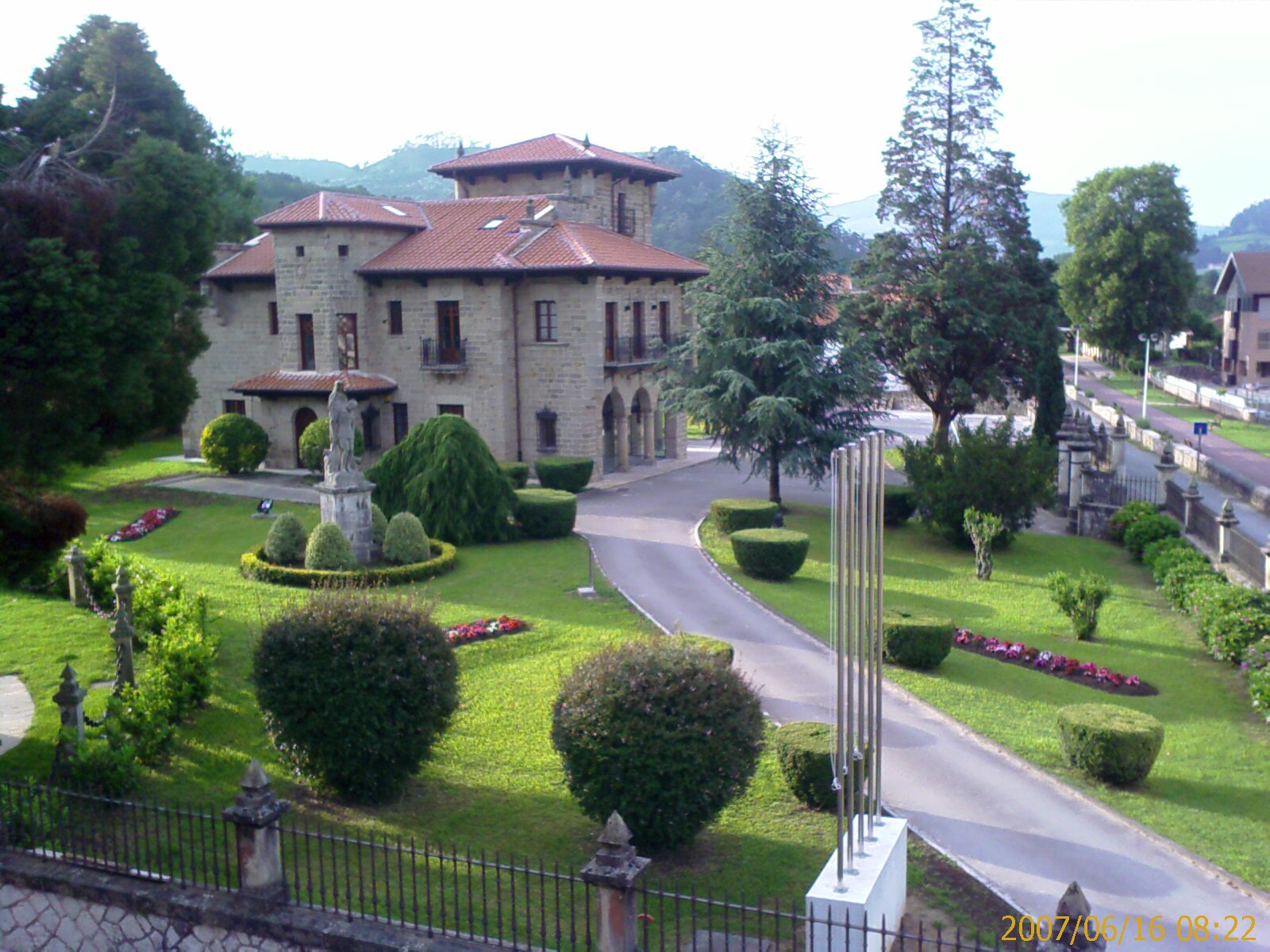
Casona y jardines.

La Casona de Fuentes-Pila, actual casa consistorial de Puente Viesgo (Cantabria, España), fue proyectada en el año 1928 por el arquitecto Javier González de Riancho (1881-1953), quien contribuyó a la difusión de la arquitectura regionalista montañesa y autor, junto con Gonzalo Bringas Vega, del Palacio de La Magdalena de Santander.

## Descripción
La Casona constituye un claro ejemplo del estilo regionalista que preconizaba Leonardo Rucabado desde principios del siglo XX. En su diseño se recurre a la arquitectura barroca nobiliaria típica de Cantabria, «a la casona montañesa» de los siglos XVII y XVIII, mezclando todos sus elementos, sin diferenciar épocas ni modelos: zaguán con arcadas, solana con cortavientos, balcones sobre peanas de piedra, torres renacentistas y ochavadas, hastiales escalonados y austeridad decorativa, reducida ésta casi exclusivamente a las cornisas y molduras y a las omnipresentes pirámides herrerianas como remates. El movimiento de la planta y el juego de volúmenes tiene su referente en la sucesiva anexión de edificios de diversas épocas que caracteriza a muchos palacios barrocos (palacio de Elsedo en Pámanes, palacios de Alceda) y coincide con la influencia de la arquitectura «pintoresca» inglesa que este arquitecto admiraba.